# Подусовка (остановочный пункт)
Подусовка (укр. Подусівка) — остановочный железнодорожный пункт Киевской дирекции Юго-Западной железной дороги на линии Чернигов—Овруч, расположенный в городе Чернигов (Черниговская область, Украина), между станциями Чернигов и Белоус.

## История
Остановочный пункт открыт в 1944 году на действующей ж/д линии Чернигов—Овруч, участок Чернигов—Славутич электрифицирован в 1988 году.

## Общие сведения
Станция расположена в городской черте Чернигова на территории Новозаводского района: между улицами Забаровская и Леонида Пашина. Межстанционный перегон «Чернигов — Подусовка» длиной 1,7 км является самым коротким по длине на всей линии Чернигов—Овруч.
Станция представлена одной боковой платформой. Имеет 1 путь. Нет здания вокзала.

## Пассажирское сообщение
Ежедневно станция принимает пригородные поезда сообщения Чернигов—Неданчичи.